# مدیریت نتیجه‌محور
مدیریت نتیجه‌محور یا مدیریت بر مبنای نتایج (به انگلیسی: Results-based management) راهکار و ابزاری برای نظارت و مدیریت پیاده‌سازی استراتژی است که به ویژه توسط اداراتی که بخشی از سازمان ملل متحد هستند یا با آن ارتباط دارند، مورد توجه قرار گرفته‌است. این راهکار که در بسیاری جهات شبیه به چارچوب منطقی می‌باشد، یک ابزار پیاده‌سازی استراتژی است که توسط سازمان‌های مردم‌نهاد به‌طور گسترده مورد استفاده قرار می‌گیرد.

## فرایند
مدیریت بر مبنای نتایج نمونه‌ای از ابزار مورد استفاده برای کنترل راهبردی است. این نوع مدیریت با استفاده از حلقه‌های بازخورد به مدیران برای نظارت و سپس دستیابی به اهداف استراتژیک کمک می‌کند. این اهداف ممکن است به شکل خروجی‌های فیزیکی، تغییرات سازمانی یا رفتاری، تغییرات گردش کار یا مشارکت در برخی اهداف با سطوح بالاتر باشند. اطلاعات نتایج برای پاسخگویی، گزارش، ارتباطات و بازخورد در طراحی، توزیع منابع و تحویل پروژه‌ها و فعالیت‌های عملیاتی به کار برده می‌شود. طی طراحی یک سیستم نتیجه‌محور همه افراد و سازمانهایی که به‌طور مستقیم یا غیرمستقیم به نتیجه کمک می‌کنند، فرایندهای کسب و کار، محصولات و خدمات خود را ترسیم‌کرده تا نشان‌دهند چگونه به بهبود نتایج کمک خواهند کرد. به علاوه این اطلاعات برای شناسایی معیارهای مناسب پیشرفت نیز استفاده خواهد شد.

## گام‌های اصلی
گام‌های اصلی مدیریت نتیجه‌محور عبارتند از: ارزیابی، تفکر، تجسم، برنامه‌ریزی، اجرا و بررسی.